# Ulica Jana Kilińskiego w Białymstoku
Ulica Jana Kilińskiego – ulica w centrum Białegostoku, biegnąca od ulicy Kościelnej do placu Jana Pawła II.

## Położenie
Wizytówką miasta Białegostoku pod względem architektonicznym jest zespół; Park miejski – Planty, pałac Branickich, ulica Jana Kilińskiego oraz pasaż – Rynku Kościuszki z jego zabudową, które wspólnie tworzą w centrum miasta specyficzne miejsce kulturalno – wypoczynkowe.

## Historia ulicy
Jedna z najbardziej reprezentacyjnych ulic przedwojennego Białegostoku. Mieściła się w samym centrum miasta, pomiędzy Pałacem Branickich, a kościołem farnym.
Tuż przy bramie prowadzącej do Pałacu, na początku ulicy Jana Kilińskiego znajduje się Pałacyk Gościnny, wzniesiony przez Branickich dla takich hetmańskich gości, dla których zabrakłoby miejsca w pałacowych oficynach, a ich pozycja nie pozwalałaby im na zatrzymanie się w którymś z zajazdów znajdujących się w mieście. Jednak jest to tylko jedna z interpretacji przeznaczenia budynku. Można też przypuszczać, że miał to być, modny w owym czasie maison de plaisance, do którego zwykły uciekać damy przed obowiązkami życia dworskiego. Niewykluczone, że Pałacyk zapragnęła mieć dla siebie Izabela z Poniatowskich Branicka. Budowę rozpoczęto przed 1770 rokiem przy drodze wiodącej z miejskiego rynku do hetmańskiej rezydencji, w pobliżu dwóch stawów bezpośrednio sąsiadujących z Pałacem Branickich. Pałacyk Gościnny był ostatnim wzniesionym przez Branickiego obiektem w rezydencji białostockiej. Być może potem korzystał z budowli koniuszy Branickich, pułkownik Andrzej Węgierski, bowiem do Pałacyku przylgnęła nazwa „Dom Koniuszego”. Są to jednak tylko przypuszczenia. W roku śmierci Branickiego (1771 r.) zakończone zostały prace przy elewacjach budynku. Nigdy nie zrealizowano projektów wnętrz. Po roku 1838 budynek, podobnie jak cały zespół pałacowy, był własnością Instytutu Panien Szlacheckich. Przed II wojną światową w „Domku Koniuszego” znajdowała się kawiarnia, sklep cukierniczy i restauracja Savoy. W roku 1941 usadowiły się w nim władze okupacyjne, a w 1944 roku został zburzony podczas bombardowania znajdującego się po sąsiedzku hotelu Ritz. W roku 1947 rozpoczęto trwającą 5 lat odbudowę. Obecnie mieści się w nim Pałac Ślubów.
Przy drugim końcu króciutkiej ulicy Kilińskiego, na rogu z ulicą Kościelną stoi klasycystyczny budynek loży masońskiej, zbudowany w latach 1803–1806 w miejscu danej wozowni Branickich z roku 1771.

## Otoczenie

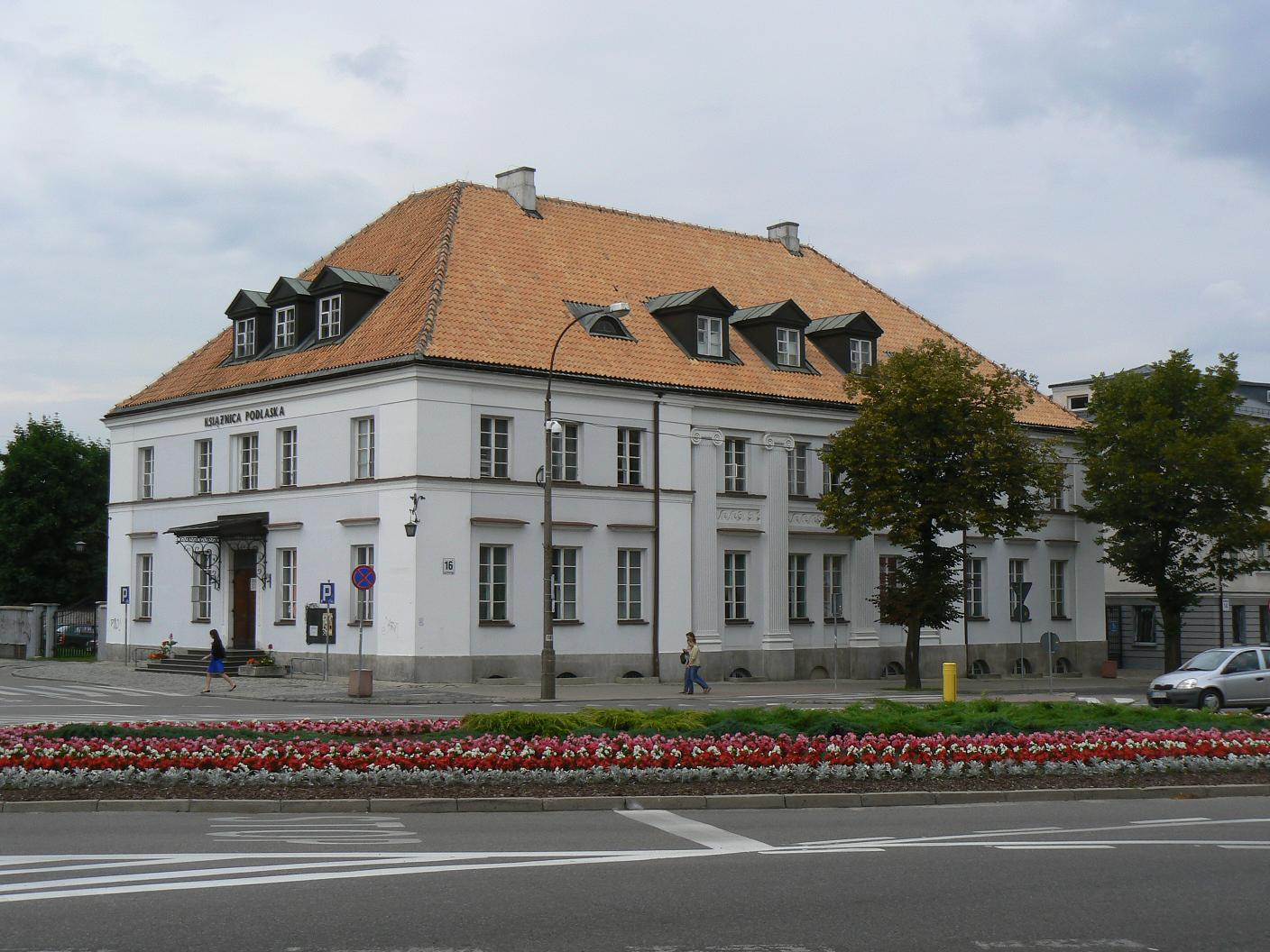
Dawna loża masońska

Przy ul. im. Jana Kilińskiego znajduje się szereg budynków i budowli posiadających wartości nie tylko historyczne, ale i zabytkowe;
- ul. J. Kilińskiego 2[3]– Hotel Ritz w Białymstoku – (nieistniejący)
- ul. J. Kilińskiego 6[4] – Pałacyk gościnny Branickich (Dom Koniuszego) – (aktualnie Urząd stanu cywilnego – pałac ślubów w Białymstoku)
- ul. J. Kilińskiego 6 (?) – nieistniejący Teatr Palace[5]
- ul. J. Kilińskiego 7 – Muzeum Wojska w Białymstoku
- ul. J. Kilińskiego 8[6] – Kamienica Makowskich
- ul. J. Kilińskiego 10 – Kamienica Rozenblumów
- ul. J. Kilińskiego 11 – Wojewódzka Biblioteka Publiczna
- ul. J. Kilińskiego 14 – Prokuratura Okręgowa
- ul. J. Kilińskiego 15 – Kamienica Jossema (aktualnie hotel)
- ul. J. Kilińskiego 16 – dawna loża masońska

## Galeria zdjęć

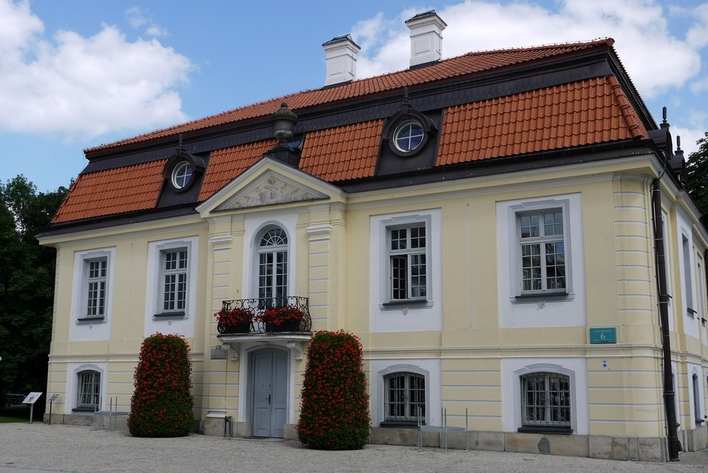
Pałacyk gościnny Branickich
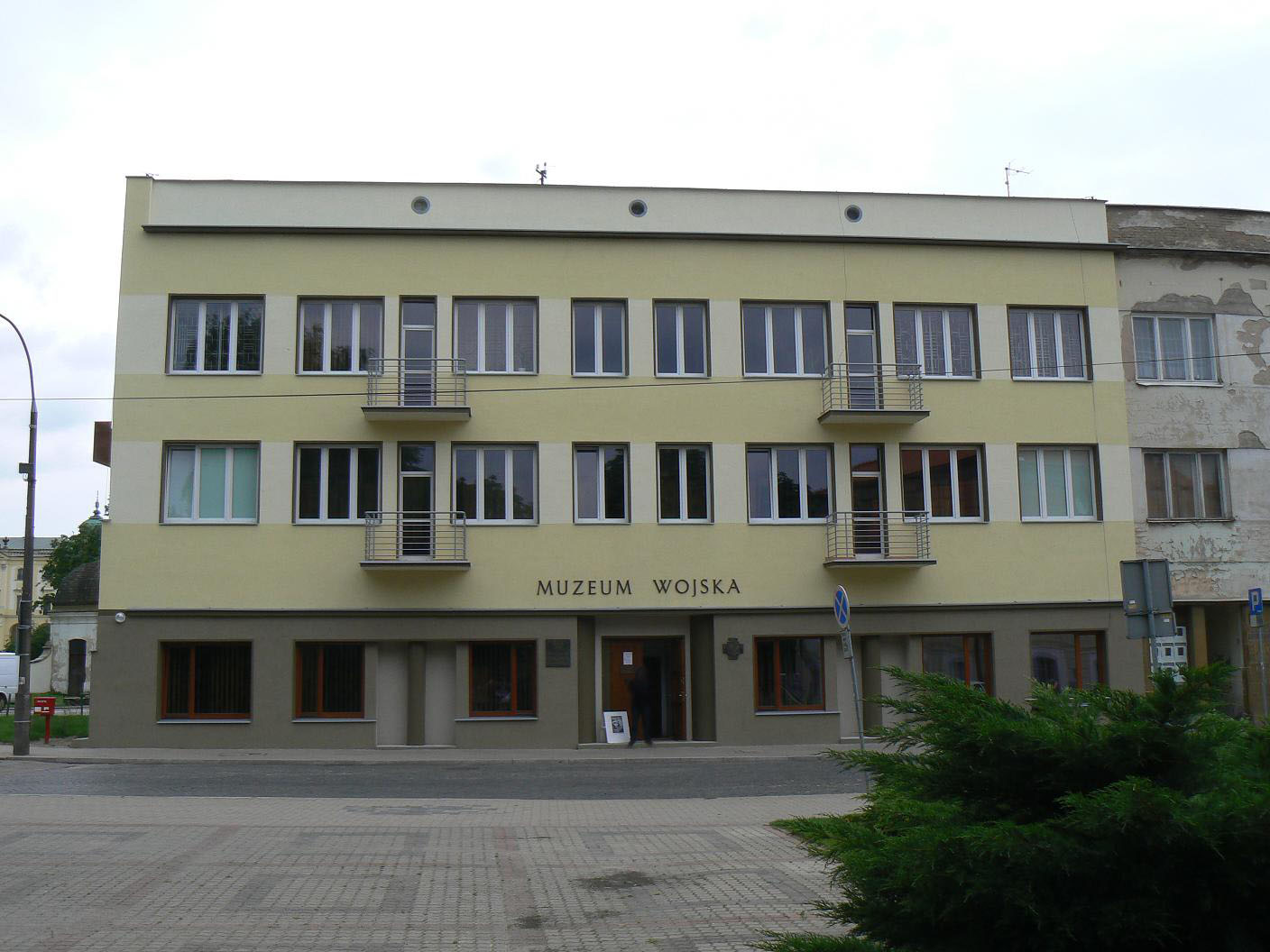
Muzeum Wojska przy ul. J. Kilińskiego 7
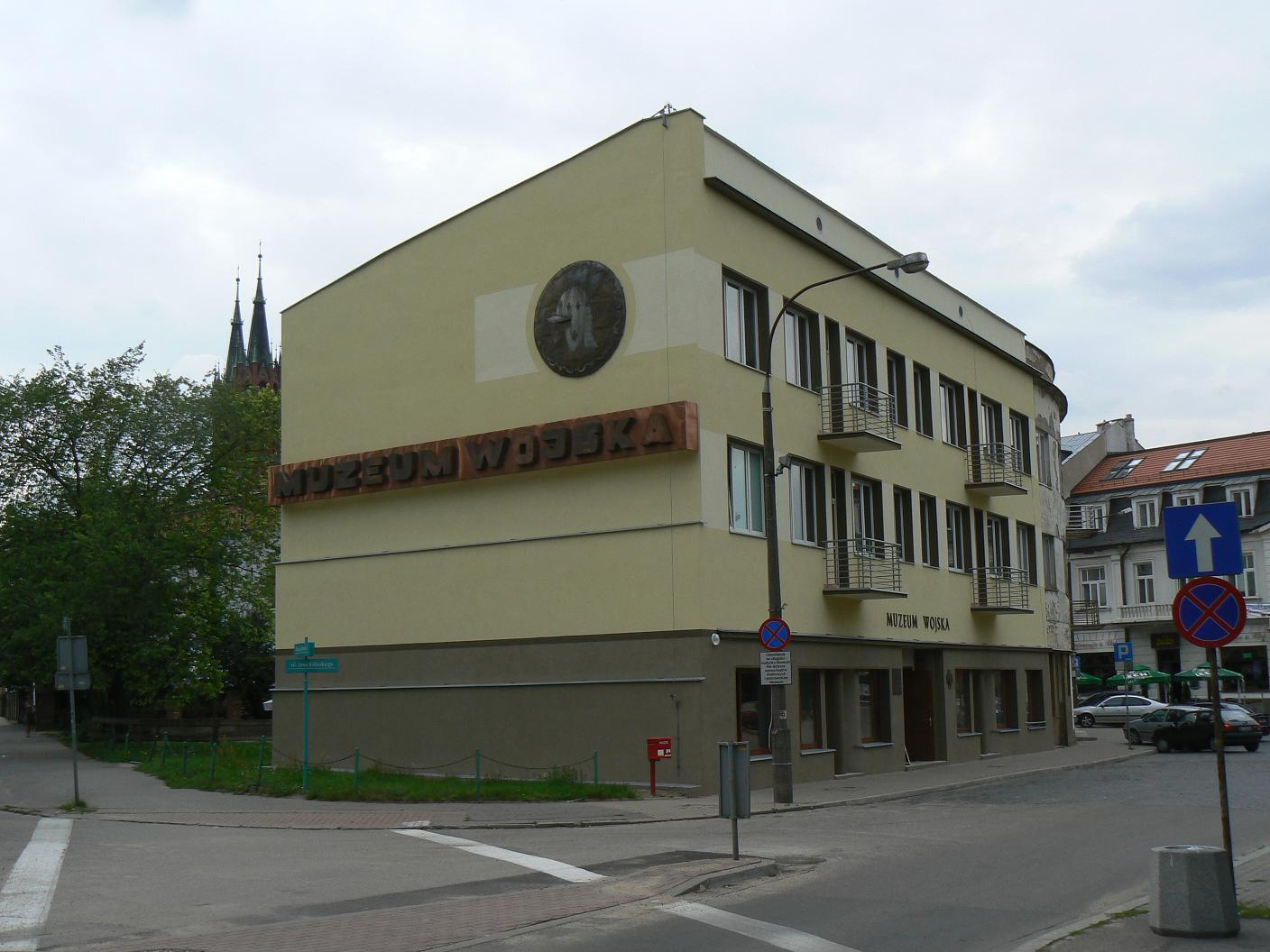
Muzeum Wojska, widok od strony pałacu Branickich
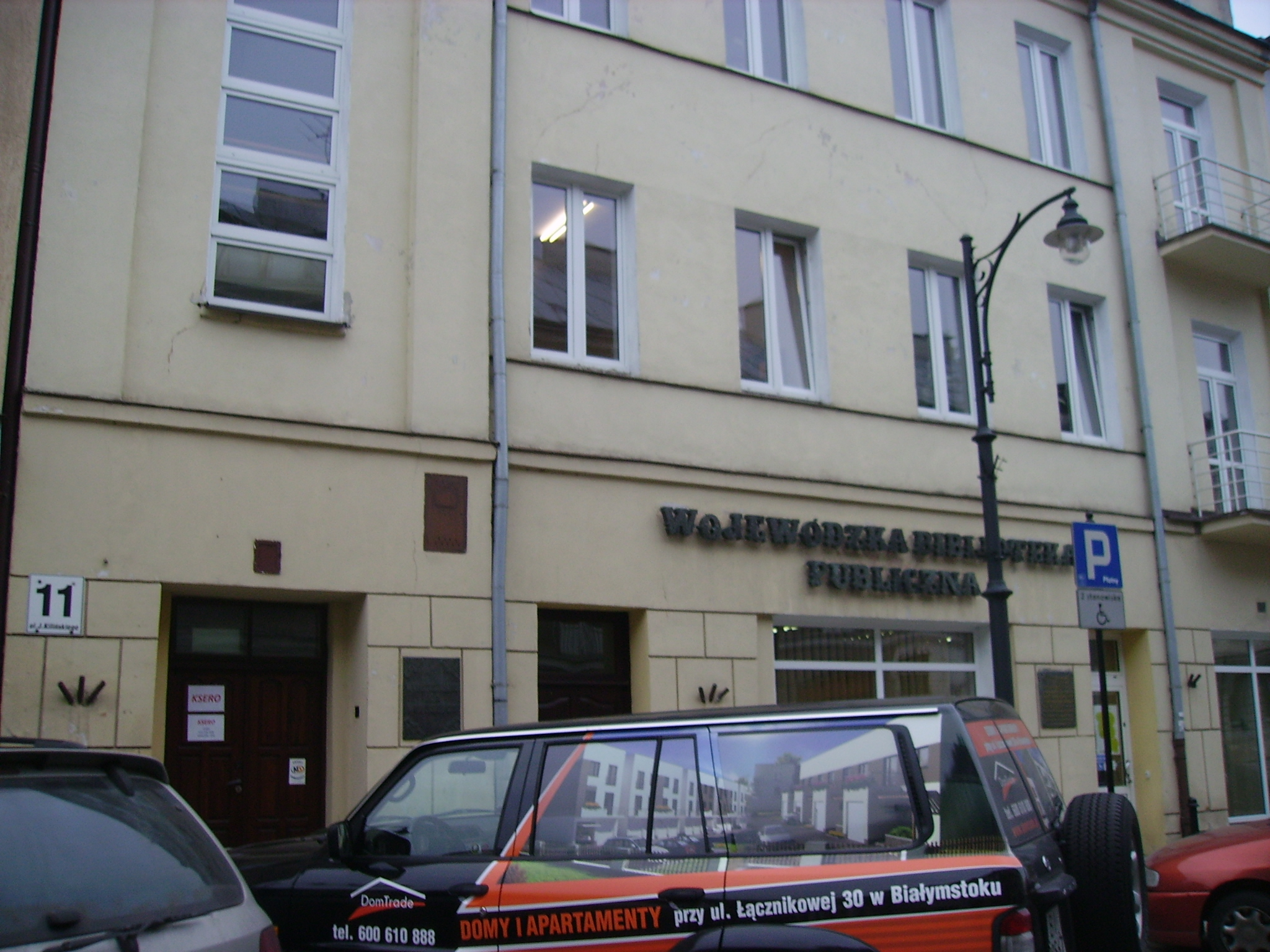
Wojewódzka Biblioteka Publiczna przy ul. J. Kilińskiego 11
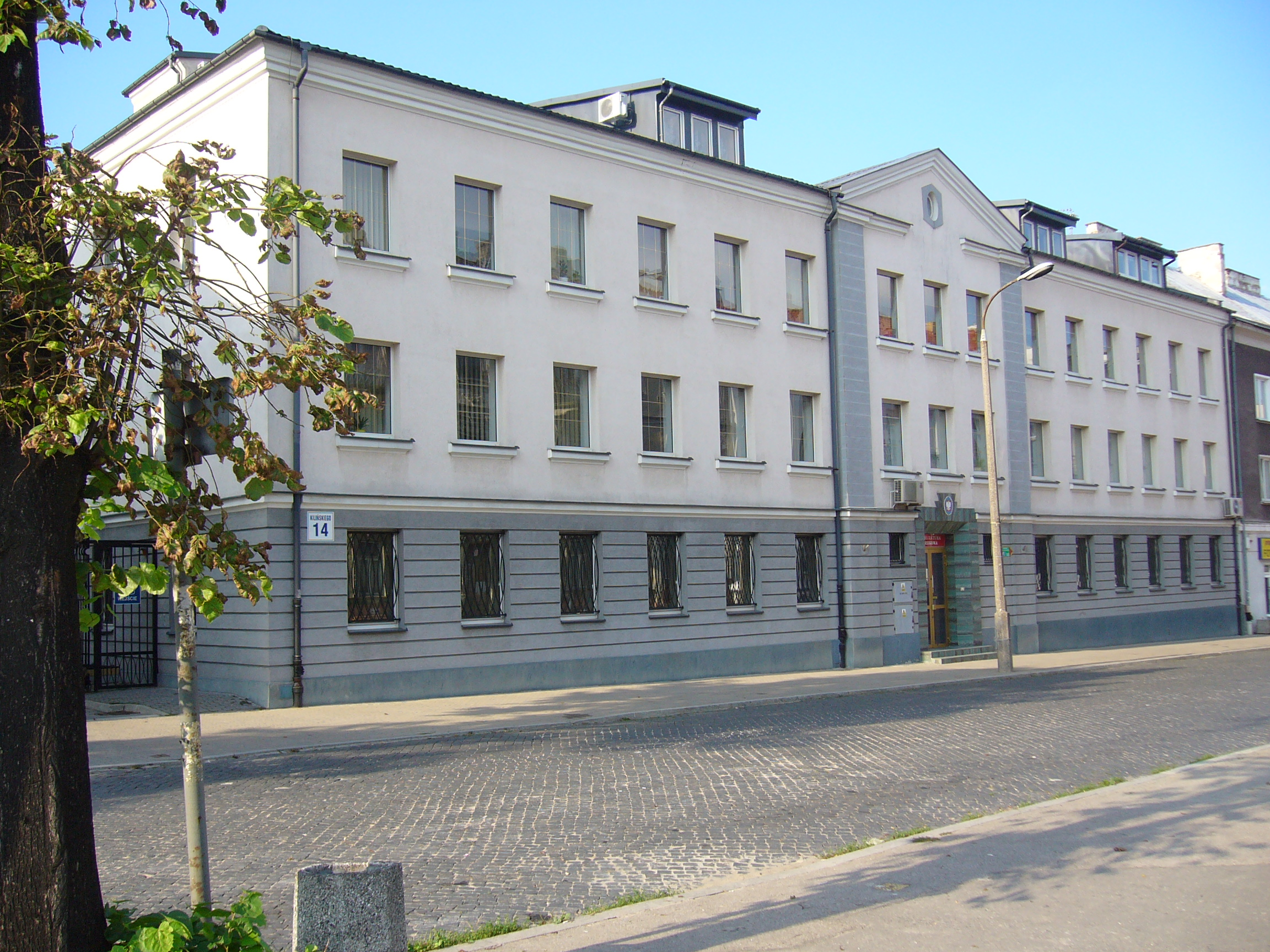
Budynek Prokuratury okręgowej przy ul. J. Kilińskiego 14